# Your Computer
Your Computer fue una revista británica publicada mensualmente entre 1981 y 1988 dedicada al mercado de las microcomputadoras domésticas. En cierto punto fue, en sus propias palabras, "la revista de ordenadores más vendida de Gran Bretaña". 
Ofrecía soporte para una amplia variedad de formatos informáticos, e incluía noticias, listados de programas y críticas tanto de software como de hardware del gran número de plataformas que salieron a la venta durante los ochenta. 